# Miriam Sempere Agulló
Miriam Sempere Agulló   (Santa Pola, 19 de novembre de 1995) és una jugadora d'handbol valenciana que juga de portera en l'Atlético Guardés. És internacional amb la selecció espanyola d'handbol platja.
Va començar jugant a l'handbol al Balonmano Santa Pola i d'aquí va fer el salt, en el segon any de categoria cadet, a l'Handbol Elx. Des dels 18 a Divisió d'Honor amb l'equip il·licità, amb el qual va aconseguir el subcampionat de lliga de la temporada 2012/13 i va jugar la tercera ronda de l'EHF Cup contra l'equip luxemburguès de l'HB Dudelange.
Amb 21 anys va canviar la porteria de l'Elx a la Divisió d'Honor per la de l'Elda Prestigio a la Divisió d'Honor Plata (llavors, la segona divisió espanyola) completant el trio de porteries juntament amb Yolanda Rodes i Nerea González. Només va durar un any a Elda, i va fitxar per l'Handbol Benidorm (també a Plata), on va romandre dos anys.
A Elx, en la seva època juvenil, va jugar als ordes de José Ignacio Prada de Conflent, que la va repescar en la seva època al capdavant del Mecalia Atlético Guardés el 2020 per a la Divisió d'Honor espanyola per a fer duo amb Marisol Carratú després de la sortida de la cordovesa Meriem Ezbida a l'Atlético Guardés.
Amb el Mecalia Atlético Guardés va aconseguir dos subcampionats importants: la Copa de la Reina del 2022 i la de la Copa Europea de l'EHF femenina del 2023.
El 2022, 2023 i 2024 va ser part de la Selecció espanyola d'handbol platja. El 2023 va guanyar la medalla de bronze dels Jocs Europeus d'handbol platja i la medalla d'or dels Jocs Mediterranis del mateix any. El 2024 es va alçar amb la medalla de plata en la Gira mundial d'handbol platja de la Federació Internacional d'Handbol.